# Апшинець (річка)

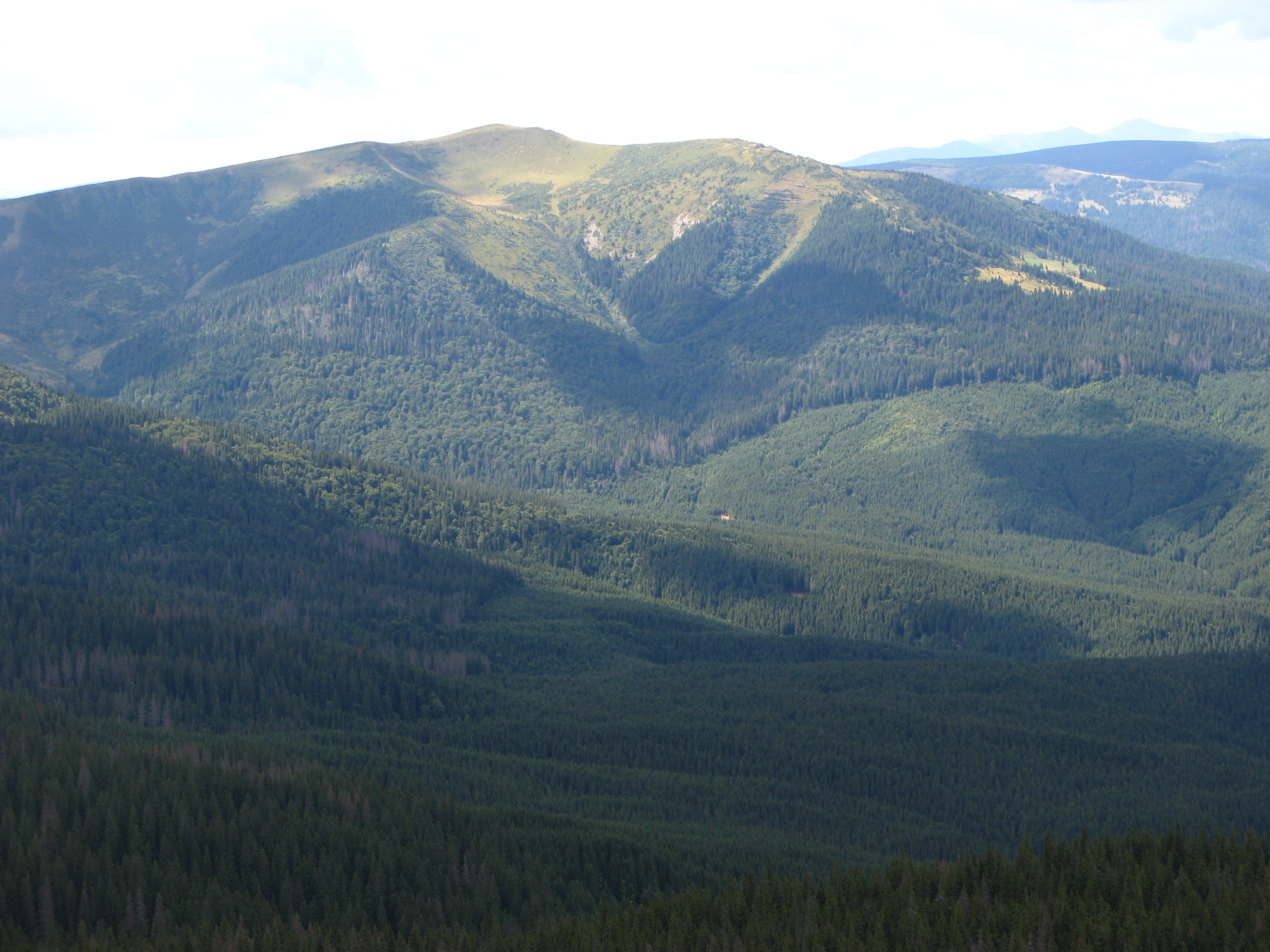
Долина річки Апшинець і гора Татарука (вигляд зі сходу)

Апшине́ць — невелика річка (потік) в Українських Карпатах, у межах Рахівського району Закарпатської області. Права притока Чорної Тиси (басейн Дунаю).

## Опис і розташування
Довжина близько 7 км. Долина здебільшого у вигляді ущелини. Річище порожисте, з невеликими водоспадами. У середній течії протікає територією Апшинецького заказника. На річці зовсім немає населених пунктів чи автомобільних доріг. Завдяки цьому Апшинець — екологічно чиста річка. 
Витікає з озера Апшинець, що при північних схилах головного хребта масиву Свидовець, між горами Трояска і Догяска. Тече в північно-східному напрямку. 
В 1930-х рр. при гирлі річки існувало господарство для сплаву лісу. За допомогою клявзи потік води перекривали для подальшого сплаву деревини. До наших днів руїн клявзи не збереглося, ймовірно, через одну з масштабних повеней, зокрема, 1999 року.

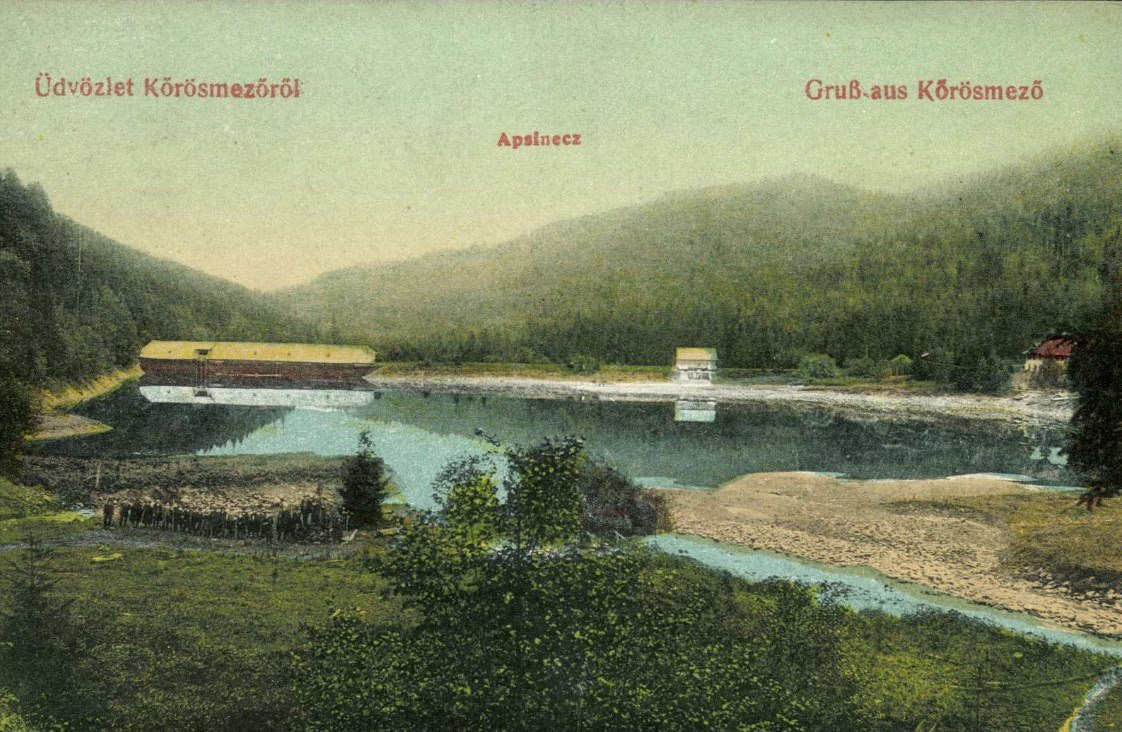
Клявза на річці Апшинець, поштівка